# شيخ سلوي سفلي
شيخ‌ سلوي سفلي (بالفارسية: شیخ‌سلوی سفلی) هي قرية تقع في أذربيجان الغربية في إيران. يقدر عدد سكانها بـ 387 نسمة .